# Brad Garrett

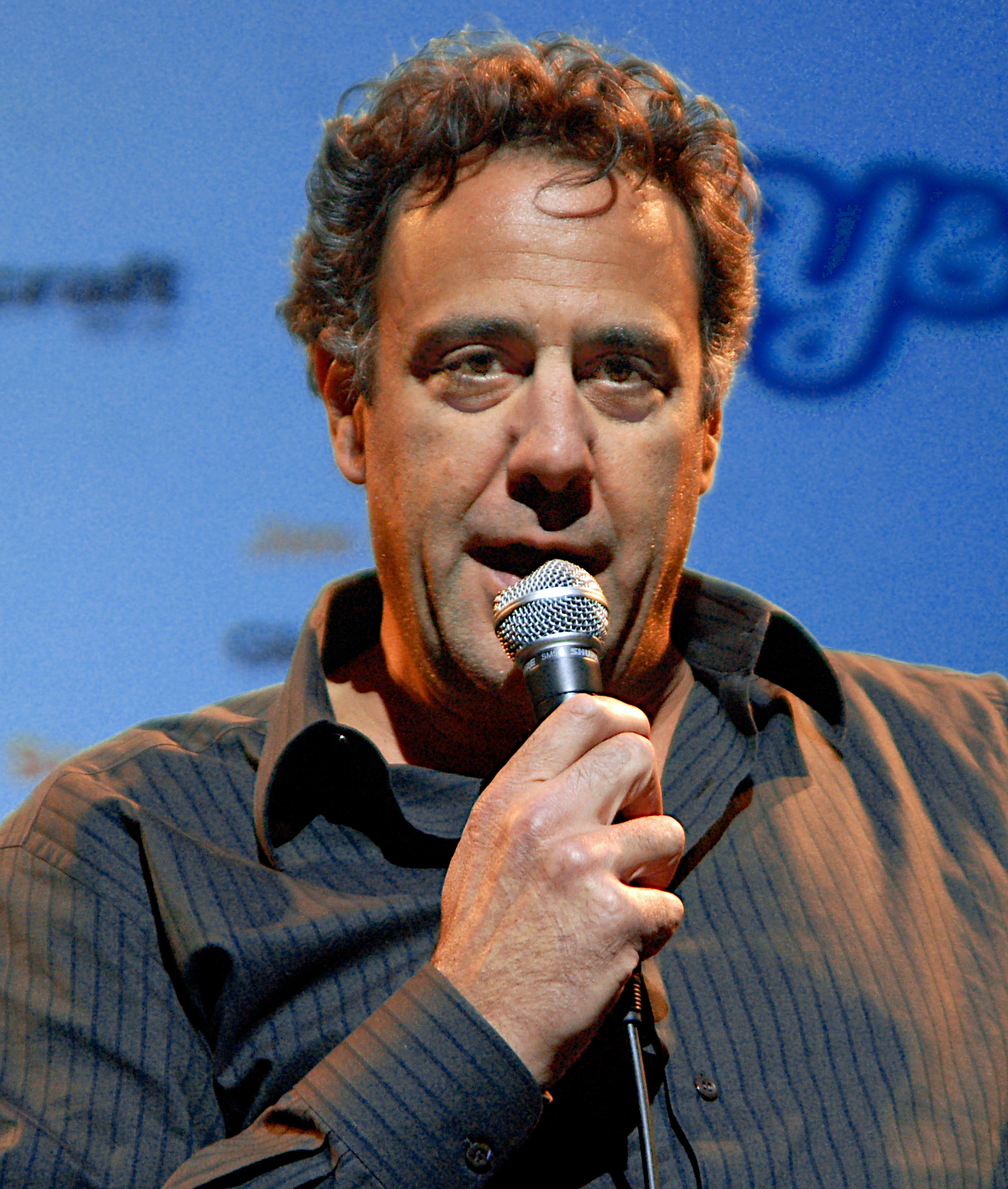
Brad Garrett in Beverly Hills (2011)

Brad Garrett (* 14. April 1960 in Woodland Hills, Los Angeles, Kalifornien als Bradley Harold Gerstenfeld) ist ein US-amerikanischer Schauspieler, Synchronsprecher und Komiker. Er ist vor allem durch seine Rolle als Robert Barone in der Sitcom Alle lieben Raymond bekannt geworden. Er spielte den eifersüchtigen Bruder von Raymond und gewann für diese Rolle drei Emmys (2002, 2003 und 2005).

## Leben
Brad Garrett arbeitet in vielen Filmen und Serien als Synchronsprecher. Von 2006 bis 2010 spielte er die Hauptrolle in der Sitcom Ehe ist…. In dem Animationsfilm Ratatouille (2007) sprach er die Rolle von Gusteau. Garretts Markenzeichen sind seine tiefe Stimme und seine Statur, er ist 2,04 m groß. Bekannt wurde er 1983, als er in den USA den ersten Preis der Talentshow Star Search in der Kategorie Comedy gewann.
Mit seiner Ex-Frau, mit der er von 1999 bis 2007 verheiratet war, hat Garrett zwei Kinder.
2022 erhielt er für das Lied I’ve Got A Dream aus dem Film Rapunzel – Neu verföhnt eine Goldene Schallplatte in den USA.

## Filmografie (Auswahl)

### Film
- 1990: Die Jetsons – Der Film (Jetsons: The Movie)
- 1992: Porco Rosso
- 1995: Casper
- 1996: Agent 00 – Mit der Lizenz zum Totlachen (Spy Hard)
- 1997: Suicide Kings
- 1998: Pocahontas 2 – Die Reise in eine neue Welt (Pocahontas II: Journey to a New World)
- 1998: Das große Krabbeln (A Bug’s Life)
- 1999: Hercules: Zero to Hero
- 1999: Sweet and Lowdown
- 2000: Goofy nicht zu stoppen (An Extremely Goofy Movie)
- 2002: Stuart Little 2 (2002)
- 2003: Findet Nemo (Finding Nemo)
- 2004: Garfield – Der Film (Garfield: The Movie)
- 2005: Dirty Movie (The Moguls)
- 2005: Der Babynator (The Pacifier)
- 2005: Tarzan 2 (Tarzan II)
- 2006: Nachts im Museum (Night at the Museum)
- 2007: Mitten ins Herz – Ein Song für dich (Music and Lyrics)
- 2007: Underdog – Unbesiegt weil er fliegt (Underdog)
- 2007: Ratatouille
- 2009: Nachts im Museum 2 (Night at the Museum: Battle of the Smithsonian)
- 2010: Rapunzel – Neu verföhnt (Tangled)
- 2011: Das Rotkäppchen-Ultimatum (Hoodwinked Too! Hood vs. Evil)
- 2013: Planes
- 2016: Teenage Mutant Ninja Turtles: Out of the Shadows
- 2018: Christopher Robin
- 2018: Gloria – Das Leben wartet nicht (Gloria Bell)
- 2022: Cha Cha Real Smooth

### Fernsehen
- 1984–1987: Transformers (The Transformers, 10 Folgen)
- 1985–1987: Hulk Hogan's Rock 'n Wrestling (23 Folgen)
- 1991–1992: Wo ist Walter? (Where’s Waldo?, 13 Folgen)
- 1991: Roseanne (1 Folge)
- 1992–1997: Eek! The Cat (21 Folgen)
- 1992: Goofy und Max (Goof Troop, 1 Folge)
- 1993: Batman (Batman: The Animated Series, 1 Folge)
- 1993–1994: Bonkers, der listige Luchs von Hollywood (Bonkers, 4 Folgen)
- 1994: Der Prinz von Bel-Air (The Fresh Prince of Bel-Air, 1 Folge)
- 1993–1995: Zwei dumme Hunde (2 Stupid Dogs, 25 Folgen)
- 1993–1996: Biker Mice from Mars (7 Folgen)
- 1996: Seinfeld (1 Folge)
- 1996: Geschichten aus der Gruft (Tales from the Crypt, 1 Folge)
- 1996: Casper (The Spooktacular New Adventures of Casper, 22 Folgen)
- 1996: Der Tick (The Tick, 2 Folgen)
- 1996–1997: Mighty Ducks – Das Powerteam (Mighty Ducks, 26 Folgen)
- 1996–2005: Alle lieben Raymond (Everybody Loves Raymond, 210 Folgen)
- 1997: Neds Bösenachtgeschichten (Nightmare Ned, 1 Folge)
- 1998: King of Queens (The King of Queens, 1 Folge)
- 1999–2000: Superman (Superman: The Animated Series, 10 Folgen)
- 2000–2001: Captain Buzz Lightyear – Star Command (Buzz Lightyear of Star Command, 5 Folgen)
- 2001–2004: Mickys Clubhaus (Disney’s House of Mouse, 3 Folgen)
- 2006–2010: Ehe ist… (’Til Death, 81 Folgen)
- 2008: Monk (1 Folge)
- 2010: Spezialagent Oso (Special Agent Oso, 2 Folgen)
- 2013: How to Live with Your Parents (For the Rest of Your Life) (13 Folgen)
- 2013–2014: The Crazy Ones (5 Folgen)
- 2015: Fargo (5 Folgen)
- 2016: Law & Order: Special Victims Unit (2 Folgen)
- 2017: Bull (1 Folge)
- 2018: Single Parents